# Drlupa (Kraljevo)
Pour les articles homonymes, voir Drlupa.
Drlupa (en serbe cyrillique : Дрлупа) est un village de Serbie situé sur le territoire de la ville de Kraljevo, district de Raška. Au recensement de 2011, il comptait 121 habitants.

## Démographie
| 1948 | 1953 | 1961 | 1971 | 1981 | 1991 | 2002 | 2011 |
| ---- | ---- | ---- | ---- | ---- | ---- | ---- | ---- |
| 334  | 349  | 319  | 262  | 200  | 171  | 143  | 121  |

|  |